# Niuva 20
Niuva 20 je EP finské industrialmetalové skupiny Turmion Kätilöt. Obsahuje skladby, které se nevešly na předchozí debutové album Hoitovirhe a také píseň nahranou živě. Název vznikl podle psychiatrické léčebny Niuvanniemi v Kuopiu.

## Seznam skladeb
1. "Sika!" („Prase!“) – 3:37
2. "Kirosana" („Nadávka“) – 3:37
3. "Varjot" („Stíny“) – 3:27
4. "Stormbringer" (Coververze od Deep Purple) („Nositel bouře“) – 3:52
5. "Liitto" (Živě z Henry’s Pub, 8. ledna 2005) („Unie“) – 3:32